# Microglanis pataxo
Microglanis pataxo es una especie de peces de la familia Pseudopimelodidae en el orden de los Siluriformes.

## Morfología
• Los machos pueden llegar alcanzar los 3,9 cm de longitud total.
- Número de  vértebras: 29.[1]

## Hábitat
Es un pez de agua dulce y de clima tropical.

## Distribución geográfica
Se encuentran en Sudamérica:  cuencas de los ríos Peruípe, Jucuruçu y Cahy (noreste de Brasil).